# Marco Sasso
Marco Sasso (Oliero, 5 aprile 1896 – Val Calcino, 11 dicembre 1917) è stato un militare italiano, decorato di medaglia d'oro al valor militare alla memoria nel corso della prima guerra mondiale.

## Biografia

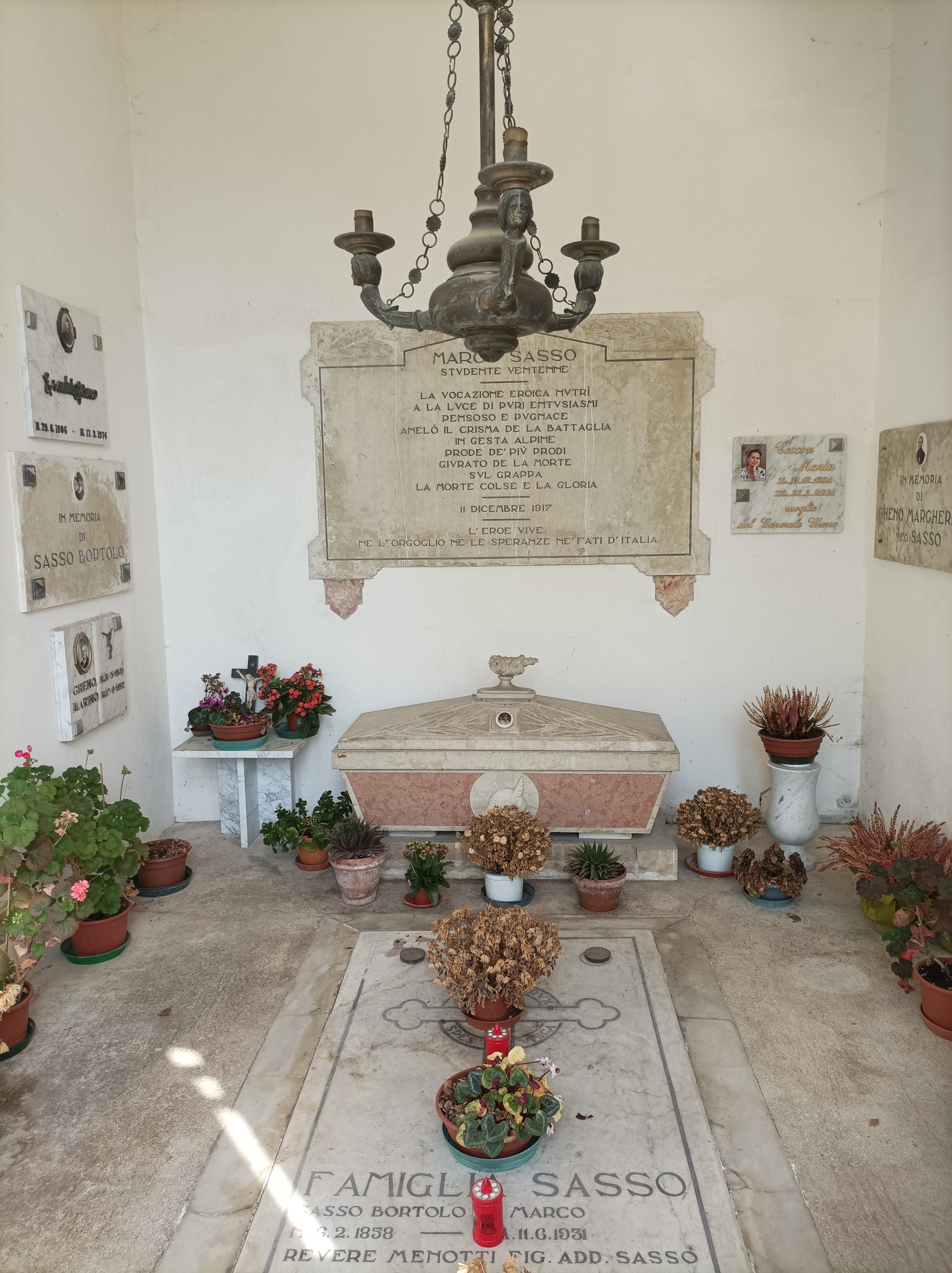
La tomba della sua famiglia nel cimitero di Valstagna

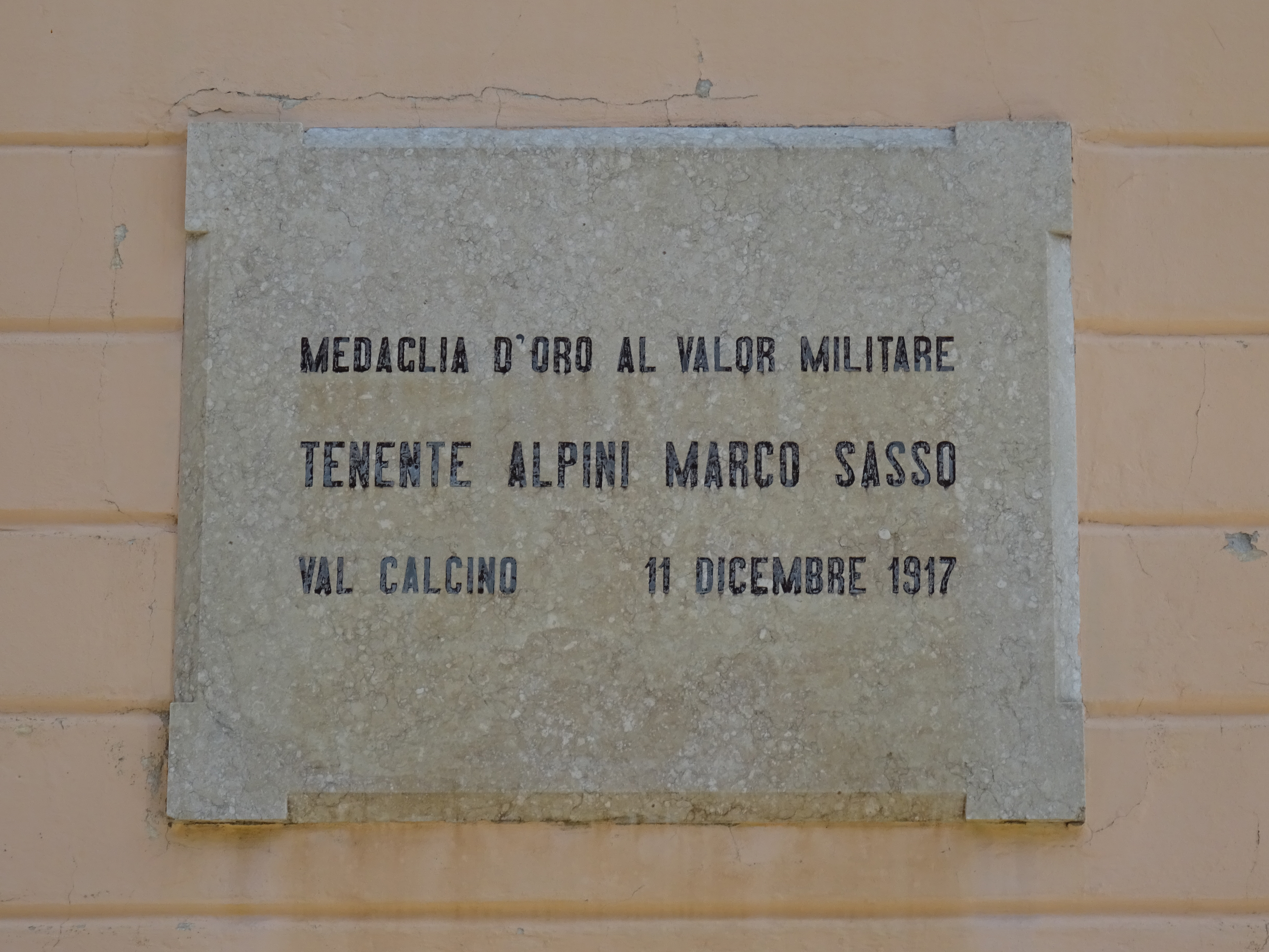
Targa a Oliero

Nacque ad Oliero, frazione di Valbrenta, il 5 aprile 1896, figlio di Bortolo e di Margherita Gheno.  Frequentò le scuole elementari nel suo paese natale, poi le scuole tecniche a Bassano del Grappa, e infine l'Istituto tecnico di Padova per conseguire il diploma di ragioniere.  Interruppe gli studi quando, nel novembre 1915, fu chiamato a prestare servizio militare di leva nel Regio Esercito, in piena guerra con l'Impero austro-ungarico, venendo inviato a frequentare il corso per allievi ufficiali presso la Regia Accademia Militare di Fanteria e Cavalleria di Modena. Al termine del corso, nel marzo 1916, fu nominato aspirante ufficiale di complemento ed assegnato al corpo degli alpini. Assegnato alla 149ª Compagnia, Battaglione alpini "Monte Pavione", del 7º Reggimento alpini, prese parte ai combattimenti a Volto Sant'Osvaldo (19-23 aprile), e promosso sottotenente a quelli per la difesa del Cengello a quota 2134 e 2444.
Nel febbraio 1917 fu promosso tenente, e assunto il comando di un plotone della compagnia si distinse combattendo sul massiccio del Grappa, durante la battaglia di Caporetto dell’ottobre 1917. La sconfitta italiana rese necessario l'arretramento dell'esercito sulla linea del Piave, e il suo reggimento si ritrovò schierato sulle linee difensive dell'Altipiano dei Sette Comuni. Durante un attacco in Val Calcina, avvenuto la sera dell'11 dicembre, la 149ª Compagnia, inquadrata col reggimento nel 3º Raggruppamento alpini ebbe il compito di conquistare il saliente della linea Monte Fontanel-Val Calcino. Assunto il comando della colonna di destra, dopo aver giurato al suo comandante di compagnia di raggiungere la posizione nemica ad ogni costo, nonostante fosse stato colpito da una raffica di mitragliatrice, arrivò per primo nella trincea nemica. Cadde colpito una seconda volta a morte da pallottola di fucile al petto, ma volle restare sulla posizione conquistata e si spense incitando i suoi alpini a respingere il contrattacco nemico che già si stava annunciando. Con Decreto Luogotenenziale del 13 ottobre 1918 fu insignito della medaglia d’oro al valor militare alla memoria. La salma fu inizialmente tumulata nei pressi del luogo di morte e nel 1925 traslata presso il Tempio ossario di Bassano del Grappa.

### Fonti
1. 1 2 3 4 5 6 7  Combattenti Liberazione.
2. 1 2  Carolei, Greganti, Modica 1968, p. 232.
3. ↑  Bianchi, Cattaneo 2011, p. 151.
4. 1 2 3 4  Bianchi, Cattaneo 2011, p. 152.
5. ↑  Medaglie d'oro al valor militare sul sito della Presidenza della Repubblica